# Oenanthe rarania
Oenanthe rarania är en flockblommig växtart som beskrevs av Johann Friedrich Gmelin. Oenanthe rarania ingår i släktet stäkror, och familjen flockblommiga växter. Inga underarter finns listade i Catalogue of Life.